# Schlotheimia recurvifolia
Schlotheimia recurvifolia är en bladmossart som beskrevs av Hornschuch 1840. Schlotheimia recurvifolia ingår i släktet Schlotheimia och familjen Orthotrichaceae. Inga underarter finns listade i Catalogue of Life.